# Mesnil-Saint-Laurent
 Mesnil-Saint-Laurent  là một xã ở tỉnh Aisne, vùng Hauts-de-France thuộc miền bắc nước Pháp.